# Ranger (yacht)
Pour les articles homonymes, voir Ranger.
Ranger  est un monocoque de Classe J, construit pour le magnat américain Harold Stirling Vanderbilt.  Il fut le dernier de cette classe à être mis en chantier pour participer à la Coupe de l'America.

## Construction
Pour la troisième fois, après les victoires de ses deux précédents bateaux Enterprise et Rainbow, ce magnat des chemins de fer, yachtman accompli, se devait de défendre une fois de plus la coupe.
Le volier fut conçu exclusivement pour défendre la coupe contre les challengers européens, H. Vanderbilt ayant eu vent, à l'automne 1936, de la volonté de T. Sopwith de construire un nouveau voilier pour remporter la coupe. Il décida ainsi la mise en chantier de ce voilier qui remplaçait dans le rôle de defender les premiers voiliers du « syndicat » Vanderbilt, Enterprise, qui fut vainqueur en 1930 et Rainbow en 1934.
Ses architectes furent Starling Burgess et Olin Stephens, et il fut construit en acier riveté aux chantiers navals Bath Iron Works dans le Maine aux États-Unis. Son propriétaire investit énormément d'argent afin de créer le voilier le plus performant du moment, malgré l'instabilité politique mondiale et la crise économique qui faisait encore des ravages à cette époque. Il fut le seul. Les autres, à l'instar de Richard Fairey, souhaitaient mettre en place la nouvelle classe K, moins chère à construire et dont on espérait moins de démâtages.
Il fut gréé avec un mât en Duralumin de 47 mètres de haut. Le pont mesurait 41,15 mètres (26,51 à la flottaison) pour 6,35 de large. Il pouvait porter 701 m2 de voiles au près et pesait 166 tonnes. Ce fut l'extrapolation de huit plans, chacun ayant été réalisé en maquette pour pouvoir, pour la première fois, être testé en bassin. Lancé le 11 mai 1937, soit très peu de temps avant les régates, il cassa son mât dans le convoyage et dut emprunter le mât de Rainbow pour procéder à des essais avant d'en avoir un nouveau.

## Carrière
Opposé au voilier britannique  du Royal Yacht Squadron Endeavour II de sir T. Sopwith, d'une conception un peu plus moderne que le premier Endeavour, il remporta cependant la coupe haut la main en 1937 (4 victoires à 0). Les opus suivants, qui ne recommenceront qu'en 1958, furent courus sur des bateaux plus petits et la démesure des Classe J ne fut plus de mise.
Il fut mené à la démolition en 1941 pour récupérer le métal afin d'aider à l'effort de guerre.
Une réplique à l'identique fut construite en 2003 par un chantier naval Danois à Skagen.